# Porzelliner
Als Porzelliner bezeichnet man eine Gruppe von Beschäftigten in einer Porzellanmanufaktur. Gemeint sind die in die Herstellung des Porzellans direkt involvierten Berufe wie Modelleure, Massemüller und Glasierer, aber auch Hilfskräfte in der Arbeitsvorbereitung und am Brennofen. Nicht zu der Gruppe gehören Arbeitskräfte wie Sortierer oder Verpacker sowie die in der Veredelung Beschäftigten wie Drucker und Maler.

## Sonstiges
2015 wurde in Meißen die Ausstellung Porzelliner auf Abwegen – eine Künstlerszene in der Provinz veranstaltet, die sich solchen Werken widmete, die unabhängig von den Auftragsarbeiten für die Porzellanmanufaktur Meißen entstanden. In Selb findet jährlich ein Fest der Porzelliner statt. In Kahla gibt es einen Porzellinerlauf.

## Film
- Porzelliner, Dokumentarfilm, DDR 1977[5]